# Frontera Comalapa
Frontera Comalapa är en ort i Mexiko.   Den ligger i kommunen Frontera Comalapa och delstaten Chiapas, i den sydöstra delen av landet, 900 km sydost om huvudstaden Mexico City. Frontera Comalapa ligger 658 meter över havet och antalet invånare är 18 704.
Terrängen runt Frontera Comalapa är varierad. Runt Frontera Comalapa är det ganska tätbefolkat, med 100 invånare per kvadratkilometer. Frontera Comalapa är det största samhället i trakten. I omgivningarna runt Frontera Comalapa växer huvudsakligen savannskog.